# Dunajské trstiny
Dunajské trstiny jsou přírodní rezervace v katastrálním území obcí Veľké Kosihy a Klížska Nemá v okrese Komárno v Nitranském kraji na Slovensku. Území bylo vyhlášeno v roce 2002 a jeho rozloha je 104,1 hektaru. Předmětem ochrany je lokalita poslední fáze zazemňovacího procesu, s výskytem vlhkomilných druhů rostlin, s hnízdišti mokřadních druhů ptáků a se souvislými porosty třtinových společenstev.